# Новосёлковский сельсовет (Гродненская область)
Новосёлковский сельсовет (бел. Навасё́лкаўскі сельсавет) — административная единица на территории Ошмянского района Гродненской области Республики Беларусь. Административный центр — агрогородок Новосёлки.

## Состав
Новосёлковский сельсовет включает 28 населённых пунктов:
- Богданишки — деревня.
- Богушки — хутор.
- Войневичи — деревня.
- Гарлинщина — деревня.
- Грибовщина — деревня.
- Гуденяты — деревня.
- Гурели — хутор.
- Каменка — хутор.
- Козяны — хутор.
- Кремешево — хутор.
- Куцевичи — деревня.
- Лепенка — хутор.
- Михалкони — деревня.
- Можейки — деревня.
- Моствилишки — деревня.
- Новодворцы — деревня.
- Новосёлки — агрогородок.
- Огородники — деревня.
- Ализово — хутор.
- Ольковичи — деревня.
- Ордевичи — деревня.
- Осиновка — деревня.
- Павловцы — деревня.
- Повяжи — деревня.
- Скобейки — деревня.
- Сниповщина — деревня.
- Ходорки — хутор.
- Яново — хутор.